# Walter Cox
Walter Cox (1849 – 1925) va ser un futbolista i entrenador de futbol anglès de l'Stoke City.

## Carrera
Cox va ser un altre exjugador de l'Stoke que va ocupar el lloc de l'entrenador deixat vacant per Thomas Slaney el 1883. El mandat de Cox, però, va ser relativament curt, i va ser substituït per Harry Lockett després de menys d'un any al capdavant de l'equip. Va jugar i va dirigir el primer partit competitiu del club a la FA Cup, que l'Stoke va perdre per 2-1 contra el Manchester Rugby Club.

## Estadístiques de la carrera

### Jugador
| Club          | Temporada     | FA Cup  | FA Cup | Total   | Total |
| Club          | Temporada     | Partits | Gols   | Partits | Gols  |
| ------------- | ------------- | ------- | ------ | ------- | ----- |
| Stoke         | 1883–84       | 1       | 0      | 1       | 0     |
| Carrera total | Carrera total | 1       | 0      | 1       | 0     |